# Drenova (Čajetina)
Pour les articles homonymes, voir Drenova.
Drenova (en serbe cyrillique : Дренова) est un village de Serbie situé dans la municipalité de Čajetina, district de Zlatibor. Au recensement de 2011, il comptait 99 habitants.

## Démographie
| 1948 | 1953 | 1961 | 1971 | 1981 | 1991 | 2002 | 2011 |
| ---- | ---- | ---- | ---- | ---- | ---- | ---- | ---- |
| 368  | 365  | 332  | 256  | 228  | 188  | 135  | 99   |

|  |